# Liste der Monuments historiques in Littenheim
Die Liste der Monuments historiques in Littenheim führt die Monuments historiques in der französischen Gemeinde Littenheim auf.

## Liste der Objekte
| Bezeichnung | Beschreibung                                                  | Standort                       | Kennzeichnung | Schutzstatus | Datum | Bild |
| ----------- | ------------------------------------------------------------- | ------------------------------ | ------------- | ------------ | ----- | ---- |
| Pietà       | Holz, farbig gefasst und vergoldet, Ende des 15. Jahrhunderts | in der Kirche St-Pierre (Lage) | PM67001284    | Inscrit      | 2002  |      |